# 20.000 Meilen unter dem Meer (1954)
20.000 Meilen unter dem Meer (Originaltitel: 20,000 Leagues Under the Sea) ist ein Science-Fiction-Film aus dem Jahr 1954; eine Adaption des gleichnamigen Romans des französischen Autors Jules Verne. Erstmals wirkten bekannte Hollywood-Schauspieler in einem Disney-Film mit. Auch war er der erste Disney-Film im CinemaScope-Breitwandverfahren.

## Handlung
Im Jahr 1868 kursieren Gerüchte über ein Seeungeheuer, welches Schiffe auf allen Weltmeeren angreift. Der französische Professor und Ozeanograf Pierre Aronnax begibt sich mit seinem Diener Conseil an Bord eines Kriegsschiffes, um das Seeungeheuer zu stellen. Begleitet werden sie vom Harpunier Ned Land, der das Tier erlegen soll. Nach langem, vergeblichen Suchen kommt es schließlich zur Begegnung mit dem Ungeheuer, wobei dieses das Kriegsschiff angreift und schwer beschädigt. Dabei gehen Aronnax, Conseil und Ned Land über Bord.
Später treffen die drei an Bord der Nautilus, des vermeintlichen Seeungeheuers, wieder aufeinander, welches sich als ein aus damaliger Sicht futuristisches Unterseeboot entpuppt. Das Kommando über das Boot und eine auf ihn eingeschworene Mannschaft hat der geheimnisvolle Kapitän Nemo. Er nimmt die drei gefangen, wogegen sich insbesondere Ned Land von Beginn an heftig sträubt und später vergeblich zu fliehen versucht. Aronnax hingegen sieht sich in einem Dilemma: Auf der einen Seite bewundert er Nemo für dessen naturwissenschaftliche und technische Pionierleistungen, andererseits ist ihm bewusst, dass Nemo ein kaltblütiger Mörder und die Nautilus sein Tötungsinstrument ist. Nemo war einst Arbeitsklave in der Strafkolonie Rura Penthe, wo Arbeiter unter unmenschlichen Bedingungen Rohstoffe abbauen, die westlichen Staaten zur Munitionsherstellung dienen. Aus diesem Grund hat er keinerlei Hemmungen, Rohstofftransportschiffe zu versenken. Seine Mannschaft besteht ebenfalls aus ehemaligen Arbeitern der Sträflingskolonie.
Während seiner Zeit in der Kolonie versuchten die Leiter des Lagers, ihm sein „Geheimnis“ zu entlocken. Als er fliehen konnte, folterten seine Peiniger seine Frau und seinen Sohn zu Tode. Auf der abgelegenen Pazifikinsel Vulkania baute Nemo mit einigen Mitflüchtlingen die Nautilus.
Der Diener Conseil hält anfangs zu seinem Herrn Aronnax, steht aber Nemo zunehmend kritisch gegenüber.
Während ihrer Zeit an Bord der Nautilus erleben die drei Gefangenen und Nemo zahlreiche Abenteuer. Sie gehen unter Wasser auf die Jagd und entdecken dabei einen Schatz, werden an der Küste Neu Guineas von Eingeborenen angegriffen, liefern sich einen Kampf mit einem Riesenkalmar und werden von einem Kriegsschiff beschossen, wobei die Nautilus schwer beschädigt wird.
Auf Vulkania, dem Stützpunkt der Nautilus, kommt es zum Showdown: Ned Land war es mittels einer Flaschenpost gelungen, einige Kriegsschiffe hierhin zu leiten, um Nemos Basis zu stürmen. Nemo gelingt es zwar noch, dort eine Zeitbombe scharf zu machen, um Aufzeichnungen zu seinem Geheimnis zu zerstören, wird aber auf dem Weg zurück zur Nautilus lebensbedrohlich verletzt. Er beschließt, zusammen mit seinem U-Boot, der Mannschaft und den drei Gefangenen unterzugehen. Doch Aronnax, Conseil und Ned Land können diesen Plan vereiteln und fliehen. Der Film endet mit einer gewaltigen Explosion von Vulkania und der versinkenden Nautilus.
Im Film wird suggeriert, Nemos Geheimnis sei die Erfindung der Atomkraft beziehungsweise der Atombombe. Mit ersterer betreibt er die Nautilus, mit letzterer vernichtet er am Ende des Filmes Vulkania, um alle Spuren seiner Existenz zu beseitigen. Die Ambivalenz der Atomkraft, Fluch und Segen zugleich zu sein, wird in mehreren Zitaten deutlich. So sagt Aronnax, auf die Atomkraft anspielend: „Wenn ihr Geheimnis enthüllt wird, dann verändert es die Welt.“ Nemo entgegnet auf die Atombombe anspielend: „Oder zerstört sie“ und schließt am Filmende mit den Worten: „Aber ich sehe Hoffnung für spätere Zeiten, wenn die Menschheit reif ist für ein neues, besseres Leben, dann wird ihr die Natur dieses Geheimnis offenbaren. In einer schöneren Zukunft.“

## Synchronisation
Die deutsche Synchronfassung entstand bei der Simoton Film in West-Berlin. Hermann Gressieker schrieb das Dialogbuch und führte Regie. James Mason gefiel diese Fassung besonders.
| Rolle                    | Darsteller     | Synchronsprecher |
| ------------------------ | -------------- | ---------------- |
| Kapitän Nemo             | James Mason    | Wolfgang Lukschy |
| Ned Land                 | Kirk Douglas   | Günter Pfitzmann |
| Professor Pierre Aronnax | Paul Lukas     | Curt Ackermann   |
| Conseil                  | Peter Lorre    | Alfred Balthoff  |
| John Howard              | Carleton Young | Friedrich Joloff |
| Billy                    | J. M. Kerrigan | Erich Dunskus    |

## Die Nautilus
Die Nautilus des Films stammt von dem Filmarchitekten Harper Goff. Er wich stark von den Beschreibungen Vernes ab. Sein Boot war deutlich kantiger und wölbte sich im Mittelteil stärker aus. Außerdem verfügte es über einen Zackenkamm auf der Oberseite. Goffs Nautilus ist die heute wohl bekannteste Darstellung des Tauchbootes. Durch einen Tauchraum im unteren Bereich des Bootes gibt es Zugang zum Meer.

## Dreharbeiten
Die Taucherszenen waren die bis dahin umfangreichsten Unterwasseraufnahmen, die für einen Spielfilm gedreht worden waren. Zeitweise mussten bis zu 40 Taucher unter Wasser choreografiert werden. Die Taucheranzüge – eine Mischung aus Helmtauch- und Drucklufttauchgerät – setzten technisch neue Maßstäbe. Die Aufnahmen entstanden sowohl in einem Studioaquarium, als auch in den Gewässern der Bahamas und vor Jamaika, wo auch schon Teile der Verfilmung von 1916 entstanden.
Neben dem Interior wurde von der Nautilus lediglich das Oberdeck in Originalgröße für Szenen gebaut, in denen sich Schauspieler auf dem Boot bewegten. Es bestand überwiegend aus Holz und Fiberglas und war auf einem Schwimmkörper montiert. Damit konnten sowohl Außenaufnahmen im künstlichen See (Fox Lake) als auch Studioaufnahmen gemacht werden (Wet Set). Für die Szene, in denen die Nautilus unter Ned Land, Aronnax und Conseil wegtaucht, montierte man eine Nautilus-Rückenflosse auf das Deck der Redfish, ein U-Boot der Balao-Klasse aus dem Zweiten Weltkrieg.
Für alle anderen Darstellungen der Nautilus wurden zwei Modelle verwendet. Ein Modell von elf Fuß Länge (ca. 3,6 Meter) diente für Unterwasseraufnahmen der Nautilus im Studioaquarium. Das Modell konnte selbst nicht tauchen, sondern glitt an dünnen Schnüren durch das Wasser, die später retuschiert wurden. Es besaß lediglich einen Elektromotor, der den Propeller drehte, sowie einige Lampen für die Beleuchtung. Das größere Modell von 22 Fuß Länge (ca. 7,3 Meter) bestand nur aus dem oberen Teil des Rumpfes. Es wurde ebenfalls durch das Wasser gezogen und wurde für Szenen verwendet, in denen die Nautilus aufgetaucht zu sehen war bzw. auf- oder abtauchte. Für die Angriffszenen wurden um das Modell herum Glühlampen montiert, um das markante Leuchten hervorzurufen. Außerdem erzeugte ein Wasserwerfer am Bug eine starke Bugwelle, um größere Kraft und Geschwindigkeit der Nautilus zu suggerieren.
Die mit Abstand aufwändigste Szene war der Kampf mit dem Riesenkalmar. Die erste Version spielte bei ruhiger See bei Sonnenuntergang und kostete rund 300.000 US-Dollar. Walt Disney war mit dieser Version jedoch nicht zufrieden, da es ihr an Dramatik mangeln würde. Er ordnete eine Neubearbeitung an, in welcher das „Monster“ größer und realistischer aussehen sollte. 28 Männer waren nötig, um die Tentakel des zwei Tonnen schweren Modells zu bewegen. Die neue Version spielte bei Dunkelheit und schwerem Sturm. Dieser wurde von 30 Windmaschinen erzeugt, welche das Wasser so hoch aufwirbelten, dass es Jahre dauerte, bis das gesamte Filmset wieder ausgetrocknet war. James Mason wäre bei den Dreharbeiten beinahe ertrunken. Nach den Änderungen hatten sich die Kosten für die Szene auf knapp 1.000.000 US-Dollar mehr als verdreifacht. Auch insgesamt wurde das Budget stark überzogen. Disneys Geldgeber stellten ihm mehrere Kredite von bis zu 1.500.000 US-Dollar aus, so dass er vor dem Filmstart Schulden in Höhe von 5.000.000 US-Dollar verursacht hatte. Diese wurden durch die Einspielergebnisse jedoch um ein Vielfaches wieder eingespielt.
Der Film feierte am 23. Dezember 1954 in den USA Premiere, kam am 20. Januar 1956 in die westdeutschen und 7 Tage später in die österreichischen Kinos. In der DDR lief er erst zehn Jahre später, am 7. Januar 1966, an.

## Hintergründe
Ebenfalls im Jahr 1954 lief das erste Atom-U-Boot, das ebenfalls auf den Namen Nautilus getauft wurde, in den USA vom Stapel. Mit diesem gelang den USA vier Jahre später die erste Unterquerung des Nordpols. 1956 produzierten die Disney-Studios den Lehrfilm Unser Freund das Atom, der die Vorteile der Atomkraft hervorheben und betonen sollte und mit kommentierten Szenen aus der Disney-Verfilmung von 1954 beginnt.

## Kritiken
„Ungeachtet des bisweilen konfusen Dialogs einprägsam – trickreiche Unterhaltung, besonders für Jugendliche.“

„Mit modernen Gedanken angereicherte Disney-Fassung des utopischen Romans von Jules Verne, die auf schauprächtige und doch legitime Art die Lust am phantastischen Abenteuer überreich befriedigt. Sehenswert besonders für die Jugend ab 12.“

## Auszeichnungen
Der Film erhielt zahlreiche Auszeichnungen. Unter anderem zwei Preise bei der Oscarverleihung 1955:
- Bestes Szenenbild (Farbfilm)
- Beste Visuelle Effekte

Nominiert war das Werk zusätzlich noch in der Kategorie Bester Schnitt.

## Wissenswertes
- In Star Trek VI: Das unentdeckte Land ist der Name der klingonischen Strafkolonie des vereisten Asteroiden ebenfalls Rura Penthe und spielt auf diesen Film an.

## DVD-Veröffentlichung
- 20.000 Meilen unter dem Meer. Special Edition. Buena Vista Home Entertainment 2003.